# 1844 Susilva
1844 Susilva là một tiểu hành tinh vành đai chính với chu kỳ quỹ đạo là 1912.1331274 ngày (5.24 năm).
Nó được phát hiện ngày 30 tháng 10 năm 1972.